# Europejski Komisarz ds. Ekonomicznych i Monetarnych
Europejski Komisarz ds. Ekonomicznych i Monetarnych – członek Komisji Europejskiej. Obecnym komisarzem jest Olli Rehn.
|    | Komisarz               | Lata      | Komisja                         |
| -- | ---------------------- | --------- | ------------------------------- |
| 1  | Robert Marjolin        | 1958–1967 | Hallstein I, Hallstein II       |
| 2  | Raymond Barre          | 1967–1973 | Rey, Malfatti, Mansholt         |
| 3  | Wilhelm Haferkamp      | 1973–1977 | Ortoli                          |
| 4  | François-Xavier Ortoli | 1977–1985 | Jenkins, Thorn                  |
| 5  | Henning Christophersen | 1985–1995 | Delors I, Delors II, Delors III |
| 6  | Leon Brittan           | 1995–1999 | Santer, Marín                   |
| 7  | Pedro Solbes           | 1999–2004 | Prodi                           |
| 8  | Joaquín Almunia        | 2004      | Prodi                           |
| 9  | Siim Kallas            | 2004      | Prodi                           |
| 10 | Joaquín Almunia        | 2004–2010 | Barroso I                       |
| 11 | Olli Rehn              | 2010–2014 | Barroso II                      |
| 12 | Jyrki Katainen         | 2014      | Barroso II                      |